# گیلبرت امری
گیلبرت امری (انگلیسی: Gilbert Emery؛ ۱۱ ژوئن ۱۸۷۵ – ۲۸ اکتبر ۱۹۴۵) یک هنرپیشه اهل ایالات متحده آمریکا بود.

## گزیده فیلمشناسی
از فیلم‌ها یا برنامه‌های تلویزیونی که وی در آن نقش داشته‌است می‌توان به آثار زیر اشاره کرد.
- وداع با اسلحه (فیلم ۱۹۳۲) ()
- خانه روتشیلت (۱۹۳۴)
- کلایو هند (فیلم) (۱۹۳۵)
- کاردینال ریشلیو (فیلم) (۱۹۳۵)
- وسواس باشکوه (فیلم ۱۹۳۵) (۱۹۳۵)
- دختر دراکولا (۱۹۳۶)
- گلوله‌ها یا قرعه‌ها (۱۹۳۶)
- زندگی امیل زولا (۱۹۳۷)
- بوکانیر (فیلم ۱۹۳۸) (۱۰۳۸)
- رافلز (فیلم ۱۹۳۹) (۱۹۳۹)
- خانه هفت شیروانی (فیلم) (۱۹۴۰)
- پل واترلو (فیلم ۱۹۴۰) (۱۹۴۰)
- آنی در ویندی پاپلز (فیلم) (۱۹۴۰)
- آدام چهار پسر داشت (۱۹۴۰)
- خشم در بهشت (۱۹۴۰)
- آن خانم همیلتون (۱۹۴۰)
- زن سنگاپور (۱۹۴۱)
- شرلوک هولمز در واشینگتن (۱۹۴۳)